# 小行星3266
小行星3266（3266 Bernardus）是一颗围绕太阳公转的小行星。1978年8月11日，漢斯-埃米爾·舒斯特在拉西拉天文台发现了此天体。
該小行星以荷蘭天文學家安德烈斯·伯納德斯·穆勒（Andres Bernardus Muller）命名。
这颗小行星的绝对星等为256.00814等。